# Хайредини, Джевдет
Джевдет Хайредини (макед. Џевдет Хајредини; родился в 1939 году в Тетово, Королевство Югославия) — македонский политик, журналист, бывший министр финансов Республики Македония. По этническому происхождению — албанец.

## Образование
Джевдет Хайредини окончил экономический факультет Университета Св. Кирилла и Мефодия в Скопье.

## Карьера
Он работал обозревателем в крупнейшей косовской ежедневной газете на албанском языке «Koha Ditore», политическим аналитиком в местных и международных изданиях, редактором ежеквартального аналитического журнала «Kosova and Balkan Observer».
С сентября 1992 по декабрь 1994 года входил в правительство Бранко Црвенковского в качестве министра финансов.
С 2008 года является председателем коалиции «Македония без коррупции», в которую входят 18 неправительственных организаций.